# Holopsamma
Genre
Synonymes
- Halme Lendenfeld, 1886
- Plectispa Lendenfeld, 1888

Holopsamma est un genre d'éponges de la famille Microcionidae. Les espèces de ce genre sont marines.

## Liste d'espèces
Selon World Register of Marine Species (22 mai 2016) :
- Holopsamma arborea (Lendenfeld, 1888)
- Holopsamma crassa Carter, 1885
- Holopsamma elegans (Lendenfeld, 1888)
- Holopsamma favus (Carter, 1885)
- Holopsamma laminaefavosa Carter, 1885
- Holopsamma macropora (Lendenfeld, 1888)
- Holopsamma pluritoxa (Pulitzer-Finali, 1982)
- Holopsamma ramosa (Hallmann, 1912)
- Holopsamma rotunda (Hallmann, 1912)
- Holopsamma simplex (Lendenfeld, 1886)